# 지네타 G60
지네타 G60(영어: Ginetta G60)은 지네타 카스에서 2012년부터 2015년까지 생산했던 스포츠카이다.

## 사양 및 성능
3,727 cc (3.7 L) 포드 사이클론 V6 엔진으로 구동되어 6,500rpm에서 310 bhp (231 kW; 314 PS), 4,500rpm에서 288 lb·ft (390 N·m)의 토크를 생성한다. 이 차는 운전자 중심으로 개발되었기 때문에 잠금 방지 브레이크 시스템, 파워 스티어링 및 기타 최신 기술이 부족하다.

## 게임에서의 등장
- 아스팔트 9: 레전드